# باشگاه فوتسال شهروند ساری
باشگاه فوتسال شهروند ساری (این تیم چند سالی با نام راه ساری فعالیت داشت) یکی از قدیمی‌ترین باشگاه‌های فعال فوتسال در کشور ایران است. این تیم در لیگ دسته یک فوتسال قرار دارد و با بازیکنان کاملاً بومی به دنبال صعود به لیگ برتر تلاش می‌کند، شهروند در نظرسنجی‌های سال‌های اخیر عنوان پرطرفدارترین تیم فوتسال ایران را نیز به خود اختصاص داده است.
تیم‌های فوتسال امید مردان و تیم بزرگسالان بانوان در ۸ آبان ۱۴۰۱ به دلیل مشکلات مالی از تیمداری انصراف دادن
تیم فوتسال بانوان شهروندساری در لیگ دسته یک بانوان کشور حضور داشت و سابقه حضور در لیگ برتر بانوان را دارد، تیم امیدشهروند هم سابقه قهرمانی در لیگ برتر را داشت.

## تاریخچه
شهروند ساری به عنوان یکی از قدیمی‌ترین و با سابقه‌ترین تیم‌های لیگ برتر فوتسال ایران شناخته شده است.
تیم ساری ابتدا با نام امامزاده یحیی ساری شروع به فعالیت کرد این تیم در سال ۱۳۷۷ قهرمان سوپرلیگ استان مازندران شد و به نوعی می‌توان گفت جرقه حضور ساروی‌ها در لیگ برتر با همین قهرمانی زده شد.
در سال ۱۳۷۹ با تلاش سعیدنجاریان و حمایت شهرداروقت و اعضای شورای شهر ساری تیم فوتسال امامزاده یحیی تحت پوشش قرار گرفت و نام تیم به شهروند تغییر نام یافت. تیم شهروندساری ۶ دی ۱۳۷۹ در فینال با شکست ۵ بر ۲ انتظام، قهرمان جام حذفی استان مازندران شد.
در ادامه روند صعود، آذرماه ۸۲ در گروه یک لیگ دسته یک فوتسال کشور، شهروندساری در مصاف با تیم‌های دبیری تبریز، مرودشت، دریانوردان بوشهر، آلومینیوم اراک و مساجداهواز توانست جواز حضور در مرحله نهایی پلی آف لیگ برتر را کسب کند. در این مرحله طی دو بازی (۱۱ دی) و برگشت (۱۸ دی) به مصاف پگاه گیلان رفت که در هر دو مسابقه با برتری ۲ بر ۱ به پیروزی رسید و همراه با طرفداران پرشمارش جشن صعود به لیگ برتر را بر پا کرد.
در ۲۵ بهمن ۸۲ شهروندساری برای نخستین بار در لیگ برتر حضور یافت و در اولین تجربه باز هم با تلاش و همت سعیدنجاریان و سرمربیگری مهدی نعمتی واستفاده از بازیکنان جوان رتبه هشتم لیگ برتر ۸۴–۸۳ را بدست آورد.
پس از چند فصل باز هم ساروی‌ها نام تیم شهر خود را تغییر داده و با نام راه ساری در لیگ برتر حاضر شدند، و اما پس از چندین فصل و با عدم حمایت مالی از سوی راه و ترابری استان، مجدداً نام این تیم از راه، به شهروندتغییر نام یافت. در تمامی این سال‌ها خیلی‌ها در این تیم آمدند و رفتند و جابجایی‌های فراوانی صورت گرفت اما تنها شخصی که هنوز سرجای خود باقی مانده، سعیدنجاریان مدیرعامل این تیم بود و پس از مهدی نعمتی در سال‌های بعد مربیانی چون علی رعدی، مصطفی آذری، جابرکیان نژاد، محمدرضاحیدریان، سعیدبسطامی، ناصرصالح، مسعودنجاریان و سیدمهدی ابطحی به ترتیب بر روی نیمکت این تیم پرطرفدار نشستند.
این باشگاه در ابتدا با نام شهروند ساری از فصل ۲۰۰۴/۲۰۰۵ شناخته می‌شد. در فصل ۲۰۰۴/۲۰۰۵ سوپرلیگ به دلیل تغییر اسپانسر به راه ساری تغییر نام داد. در فصل ۲۰۱۴/۲۰۱۵ سوپرلیگ ،شهروند ساری به نام اصلی بازگشت. دلیل اصلی بازگشت این نام مشکل مالی بود.

### فصل ۲۰۱۱–۲۰۱۲ سوپرلیگ فوتسال
راه ساری در این فصل در رده سیزدهم جدول و سقوط به لیگ دسته یک قرار گرفت. اما با افزایش تعداد تیم‌ها، کمیته فوتسال تصمیم به ماندن در سوپرلیگ گرفت

### فصل ۱۴–۲۰۱۳ جام حذفی فوتسال
شهروند در قرعه کشی فصل ۲۰۱۴–۲۰۱۳ جام حذفی فوتسال حاضر بود اما در بازی اول ۳۰ فوریه ۲۰۱۴ برابر تیم برش شاهرود انصراف داد و سه بر صفر بازنده شد قراربود راه ساری در سالن آرناشهیداکبری به مصاف برش شاهرود برود. تیم برش شاهرود در مرحله بعدی بخاطر انصراف، سه بر صفر به تیم فرش آرامشهد باخت و از گردونه جام حذفی حذف شد.
تیم ماهان تندیس قم با برتری در ضربات پنالتی برابر میثاق تهران عنوان قهرمانی اولین دوره جام حذفی فوتسال را کسب کرد.

### فصل ۲۰۱۴–۲۰۱۵ سوپرلیگ فوتسال
راه ساری، در فصل ۱۵–۲۰۱۴ سوپرلیگ فوتسال ایران در رده چهاردهم جدول و سقوط به لیگ دسته یک قرار گرفت. اما با خریدن امتیاز تیم زمزم اصفهان در سوپرلیگ فوتسال ماندگار شد.

### فصل ۰۱–۱۴۰۰ لیگ برترفوتسال
شهروند با هدایت رضا لک در فصل ۰۱–۱۴۰۰ از ۲۶ بازی ۱۷ امتیاز کسب کرد و در رده چهاردهم لیگ چهارده تیمی قرارگرفت و پس از ۲۰ سال حضور متوالی در لیگ برترفوتسال به لیگ دسته یک فوتسال سقوط کرد.

### فصل ۰۲–۱۴۰۱ لیگ یک فوتسال
شهروند با هدایت مسعودنجاریان در فصل ۰۲–۱۴۰۱ در گروه الف لیگ یک فوتسال کشور حضور داشت و در هفته اول استراحت، و در هفته دوم ۲۷ آذر برابر تیم سبحان فلز گرمسار یک بر یک مساوی کرد تک گل شهروند را احسان سروری بثمر رساند. و در هفته سوم در ۲ دی در سالن سیدرسول حسینی بدون حضور هواداران دو بر یک تیم صبا یزد را شکست داد گل‌های شهروند توسط احمد دستیاران و داودمشهدی خلردی بثمررسید تگ گل صبا را هم حسن جمال زاده زد، تیم شهروند به عنوان برترین تیم هفته سوم لیگ یک فوتسال را کسب کرد. شهروندساری نهم دی ماه در هفته چهارم لیگ یک در استان گلستان، با گلهای احمددستیاران و مهران ایدلی تیم شهدای مدافع حرم علی‌آباد کتول را دو بر یک شکست داد و به رتبه دوم جدول صعود کرد شهروند در این هفته هم عنوان بهترین تیم هفته را کسب کرده است.
شهروند در هفته پنجم ۱۴ دی ماه در سالن سیدرسول حسینی ساری با بازگشت طاها مرتضوی کاپیتان سابق خود سه بر دو تیم شهدای ورزشکار ایلام۶۵ را شکست داد گلهای شهروند توسط علی اسعدی، طاها مرتضوی و سعید بلباسی و گلهای شهدای ورزشکار ایلام۶۵ توسط رحمان چم چرودی و حسین باسره بثمررسید شهروند با این پیروزی با ۱۰ امتیاز صدرنشین گروه الف لیگ دسته یک شد، شهروند در این هفته هم بهترین تیم هفته شناخته شد.
شهروند در هفته ششم ۱۹ دی در سالن شهیدمنتظری اصفهان با نتیجه سه بر یک از تیم پالایش نفت اصفهان شکست خورد تک گل شهروند توسط علی اسعدی به ثمررسید. شهروند با این شکست به رده دوم جدول رده‌بندی سقوط کرد.
شهروند در هفته هفتم شنبه ۲۴ دی در سالن سید رسول حسینی با نتیجه سه بر دو از تیم فولادهرمزگان شکست خورد دو گل شهروند توسط داودمشهدی خلردی و علی اسعدی به ثمررسیده است.
در هفته هشتم جمعه ۳۰ دی شهروند با نتیجه ۵ بر ۳ به تیم نفت امیدیه باخت، سه گل شهروند توسط سجادرنجبر، احسان سروری و سجاد پایین محلی به ثمر رسید.
در هفتم نهم چهارشنبه ۵ بهمن ساعت ۱۶ شهروند در سالن سیدرسول حسینی، سومین شکست متوالی را کسب کرد شهروند با نتیجه ۵ بر ۴ به تیم آروین قالا ماکو شکست خورد گل‌های شهروند توسط سجادرنجبر، سعیدبلباسی، طاهامرتضوی و داودمشهدی خلردی به ثمررسید گلهای آروین قالا ماکو هم توسط هادی رضوان یک گل و رضا ابراهیمی ۴ گل به ثمر رسیده است.
شهروند در هفته دهم استراحت داشت.
شهروند در هفته یازدهم در سالن سیدرسول حسینی با حضور تماشاگران به مصاف سبحان فلز گرمسار رفت و با گل دقیقه ۳۹ سه بر دو تن به شکست داد. گلهای شهروندتوسط طاهامرتضوی و مهران ایدلی و گلهای سبحان فلز توسط مهردادکریمی دو گل و وحیدکاظمی به ثمررسید.
شهروند در هفته دوازدهم در سالن طلائیه یزد به مصاف صبا یزد رفت و دو بر یک به این تیم یزدی باخت این شکست ششمین شکست پیاپی شهروند در لیگ دسته یک بود، در جدول رده‌بندی گروه الف تیم سبحان فلز با ۲۳ امتیاز و تیم شهدای مدافع حرم علی آبادکتول با ۲۲ امتیاز اول و دوم و تیم‌های صبایزد، شهروندساری و شهدای ورزشکارایلام به ترتیب با ۱۱، ۱۰ و ۷ امتیاز در رده‌های هفتم، هشتم و نهم قرارگرفتند.
این تیم در هفته سیزدهم شنبه ۲۹ بهمن ساعت ۱۶:۰۰ در سالن سیدرسول حسینی ساری به مصاف تیم شهدای مدافع حرم علی آبادکتول رفت و توانست با دو گل سعیدبلباسی و سجاد رنجبر برای شهروند و تک گل رشیدپنق برای شهدای مدافع حرم به پیروزی دو بر یک برسد، ضمن اینکه شهروند در اواسط نیمه دوم دو پنالتی را از دست داد و تیم میهمان هم در ۳۸ثانیه مانده به پایان بازی یک ضربه پنالتی را از دست داده است. این بازی با حضور بیش از هزارپانصد نفر هوادار برگزار شد، همچنین هادی شجاع دروازه‌بان شهروند به عنوان برترین بازیکن هفته سیزدهم انتخاب شد.
شهروند در هفته چهاردهم پنجشنبه ۴ اسفند در سالن قلاویزان ایلام به مصاف تیم شهدای چوار ورزشکار ۶۵ ایلام رفت و به تساوی دو بر دو رسید. دو گل شهروند توسط سجاد پایین محلی به ثمررسید همچنین سجاد پایین محلی به عنوان برترین بازیکن هفته چهاردهم را کسب کرد.
در هفته پانزدهم سه شنبه ۹ اسفند شهروند در سالن سیدرسول حسینی ساری به مصاف تیم پالایش نفت اصفهان رفت و با نتیجه سه بر دو به پیروزی رسید گلهای شهروند توسط طاها مرتضوی دوبار و داوودمشهدی خلردی به ثمررسید، تیم نفت امیدیه در این هفته استراحت داشت. تیم شهروند در این هفته به عنوان بهترین تیم هفته و طاها مرتضوی هم به عنوان بهترین بازیکن هفته را کسب کرده‌اند. با توجه به حضور باشگاه فوتبال استقلال تهران در قائم‌شهر برای بازی با باشگاه فوتبال نساجی قائم شهر در لیگ برترفوتبال، تعداد اندکی در سالن سیدرسول حسینی حضور داشتند حدوداً کمتر از ۳۰۰ نفر در سالن حضور داشتند.
تیم فوتسال شهروند یکشنبه ۱۴ اسفند ساعت ۱۶ در سالن فجر، میهمان تیم فولاد هرمزگان بود که با نتیجه ۴ بر ۳ شکست خورد داوودمشهدی خلردی بازیکن شهروند در این بازی هتریک کرد، داوران بازی: جواددهقانی، اسماعیل نعمتی و علی اباذری بوده‌اند.
در هفته هفدهم تیم شهروند به مصاف تیم دوم جدولی نفت امیدیه رفت و با نتیجه سه بر دو شکست خورد سعیدبلباسی و طاهامرتضوی زننده دو گل شهروندبودند، این بازی قرار بود با حضورهواداران برگزار شود اما سه ساعت مانده به شروع بازی، با اعلام کمیته انضباطی این بازی بدون حضورهواداران برگزارشد و شهروند هم ۵۱میلیون جریمه شد.
در هفته هجدهم ۲۴ اسفند۱۴۰۱ تیم شهروند سه بر دو از تیم آروین قالاماکو شکست خورد و با ۱۷ امتیاز به لیگ دسته دوم فوتسال سقوط کرد.
نتایج کامل شهروندساری در گروه الف لیگ دسته یک فوتسال کشور
- هفته اول: استراحت
- (۲۷ آذر) هفته دوم: سبحان فلز گرمسار ۱–۱ شهروندساری
- (۲ دی) هفته سوم: شهروندساری ۲–۱ صبا یزد
- (۹ دی) هفته چهارم: شهدای مدافع حرم علی آبادکتول ۱–۲ شهروندساری
- (۱۴ دی) هفته پنجم: شهروندساری ۳–۲ شهدای ورزشکار ایلام۶۵
- (۱۹ دی) هفته ششم: پالایش نفت اصفهان ۳–۱ شهروندساری
- (۲۴ دی) هفته هفتم: شهروندساری ۲–۳ فولادهرمزگان
- (۳۰ دی) هفته هشتم: نفت امیدیه ۵–۳ شهروندساری
- (۵ بهمن) هفته نهم: شهروندساری ۴–۵ آروین قالا ماکو
- (۱۴ بهمن) هفته دهم: استراحت
- (۱۹ بهمن) هفته یازدهم: شهروندساری ۲–۳ سبحان فلز گرمسار
- (۲۴ بهمن) هفته دوازدهم: صبا یزد ۲–۱ شهروندساری
- (۲۹ بهمن) هفته سیزدهم: شهروندساری ۲–۱ شهدای مدافع حرم علی آبادکتول
- (۴ اسفند) هفته چهاردهم: شهدای ورزشکار ایلام۶۵ ۲–۲ شهروندساری
- (۹ اسفند) هفته پانزدهم: شهروندساری ۳–۲ پالایش نفت اصفهان
- (۱۴ اسفند) هفته شانزدهم: فولاد هرمزگان ۴–۳ شهروندساری
- (۱۹ اسفند) هفته هفدهم: شهروندساری ۲–۳ نفت امیدیه
- (۲۴ اسفند) هفته هجدهم: آروین قالاماکو ۳–۲ شهروندساری

### فصل ۰۳–۱۴۰۲ لیگ یک فوتسال / گروه یک
هفته اول: استراحت
هفته دوم: آیندگان پارسه امیدیه ۲–۰ شهروند
هفته سوم: شهروند ۲–۲ مدافع حرم علی آبادکتول
هفته چهارم: بارمان خمینی شهر ۳–۰ شهروند
هفته پنجم: شهروند ۳–۲ مقاومت تنکابن
هفته ششم: دلسوختگان اهل بیت قم ۳–۲ شهروند
هفته هفتم: شهروند ۴–۱ مقاومت شهید یونسی‌یزد
هفته هشتم (دور برگشت): استراحت
هفته نهم: شهروند ۷–۲ آیندگان پارسه امیدیه
هفته دهم: مدافع حرم علی آبادکتول ۲–۱ شهروند
هفته یازدهم: شهروند۴–۴ بارمان خمینی شهر
هفته دوازدهم: مقاومت تنکابن ۵–۵ شهروند
هفته سیزدهم: شهروند ۵–۴ دلسوختگان اهل بیت قم
هفته چهاردهم: مقاومت شهیدیونسی یزد ۲–۲ شهروند
شهروندساری در رده چهارم قرار گرفت و نتوانست به مرحله دوم لیگ یک فوتسال صعود کند.

### فصل ۰۴–۱۴۰۳ لیگ یک فوتسال کشور / گروه دو
هفته اول: مقاومت البرز ۲–۲ شهروند
هفته دوم: شهروند ۴–۱ پارسه امیدیه
هفته سوم: استراحت
هفته چهارم: هیئت دلسوختگان اهل بیت قم ۳–۲ شهروند
هفته پنجم: شهروند ۵–۳ پاسارگاردصنعت باطری گرمسار
هفته ششم: پترو نیروسازان سپنتا تهران ۳–۴ شهروند
هفته هفتم: شهروند ۶–۷ ریسندگی و بافندگی ماهوت شمال علی آبادکتول
هفته هشتم: شهروند ۴–۲ مقاومت البرز
هفته نهم: پارسه امیدیه ۰–۰ شهروند
هفته دهم: استراحت
هفته یازدهم: شهروند ۴–۵ هیئت دلسوختگان اهل بیت قم
هفته دوازدهم: پاسارگاردصنعت باطری گرمسار ۰–۴ شهروند
هفته سیزدهم: شهروند ۴–۲ پترو نیروسازان سپنا تهران
هفته چهاردهم: ریسندگی و بافندگی ماهوت شمال علی آبادکتول ۵–۲ شهروند
شهروند در رتبه سوم قرار گرفت و از صعود به مرحله دوم لیگ یک فوتسال بازماند.

## مدیران
| موقعیت            | نام               |
| ----------------- | ----------------- |
| سرمربی            | مسعود نجاریان     |
| کمک مربی          | رامین طالبی       |
| مربی دروازه بانان | محسن رسولی        |
| مربی بدنسازی      | اسماعیل قربانی    |
| سرپرست            | سعید خیراندیش     |
| پزشک              | مسعود قاسمی طالشی |
| تدارکات           | پوریا شفیعی       |

## بازیکنان
| #  | موقعیت    | نام                | ملیت  |
| -- | --------- | ------------------ | ----- |
| ۱  | دروازه‌بان | هادی شجاع          | ایران |
| ۳  |           | مهران عیدلی        | ایران |
| ۴  |           | داود مشهدی خلردی   | ایران |
| ۵  |           | علیرضا نوری        | ایران |
| ۶  |           | سجاد رنجبر         | ایران |
| ۸  |           | صابر خوش‌نما        | ایران |
| ۹  |           | احمد دستیاران      | ایران |
| ۱۱ |           | سعید بلباسی        | ایران |
| ۱۲ | دروازه‌بان | امیرحسین بنگی      | ایران |
| ۱۳ |           | سجاد پایین محلّی    | ایران |
| ۱۴ |           | احسان سروری        | ایران |
| ۱۶ |           | اشکان جعفری        | ایران |
| ۱۸ |           | ابوالفضل اصغری     | ایران |
| ۱۹ |           | طاها مرتضوی        | ایران |
| ۲۰ |           | آرش قاسم‌زاده       | ایران |
| ۲۱ |           | میلاد فرضعلی پور   | ایران |
| ۲۲ |           | شهاب قربانی        | ایران |
| ۲۳ |           | علی اسعدی          | ایران |
| ۲۴ |           | دانیال باجان       | ایران |
| ۲۵ |           | ابوالفضل آقابابایی | ایران |
| ۲۶ |           | رضا میرزاپور       | ایران |

نکته" شماره ۱۵ شهروند که سالها بر تن رضا امانی بود بایگانی شده است.

## محمود لطفی
محمود لطفی
اسطوره این باشگاه محمود لطفی است که سابقه پوشیدن پیراهن تیم ملی را درجام جهانی در کارنامه دارد.
ملی پوش سابق فوتسال و کاپیتان تیم شهروندساری بعداز ۱۵سال بازی در لیگ فوتسال در روز چهارشنبه ۱۸ اسفند۱۳۹۵ کفش‌هایش را آویخت
وی که ازسال۱۳۸۰ با نماینده ساری وارد فوتسال شد ۱۴ سال برای این تیم ساروی به میدان رفت و تنها یکسال به صورت قرضی برای شن سا ساوه بازی کرد. صعود به لیگ برتر و آقای گلی لیگ در سال ۱۳۸۳ از جمله افتخارات لطفی است.
وی دربارهٔ شیرین‌ترین و تلخ‌ترین خاطره در طی حضورش در شهروند گفت: شیرین‌ترین خاطره ام مربوط به صعودمان به لیگ برتر می‌شود که ما توانستیم بعداز هشت سال بازی در دسته یک، مزد زحماتمان را بگیریم، برترین خاطره هم سقوط به دسته یک بود البته بلافاصله با خریدامتیاز به لیگ برتر بازگشتیم.
لطفی دربارهٔ برنامه اش برای بعداز خداحافظی عنوان کرد؛ پیشنهادی برای مربیگری داشتم اما خودم ترجیح می‌دهم بیشتر به آموزش فکر کنم تا مربیگری، به همین دلیل دوره‌های آموزشی را برگزار و در مدارس و آکادمی‌های فوتسال نیز تدریس خواهم کرد.
وی در ۳۳سالگی با تجلیل باشگاه و در حضوراسطوره فوتسال وحید شمسایی از دنیای فوتسال خداحافظی کرد.

### با تیم ملی فوتسال
- جام کنفدراسیون‌ها

قهرمان(۱): ۲۰۰۹

### با تیم باشگاهی
قهرمانی باشگاه‌های فوتسال آسیا
قهرمان ۲۰۰۶ (شنسا ساوه)

### شخصی
آقای گل قهرمانی باشگاه‌های فوتسال آسیا ۲۰۰۶ به همراه شن سا ساوه با ۸ گل
آقای گل سوپر لیگ فوتسال ایران ۱۳۸۲–۱۳۸۲ به همراه شهروند ساری با ۳۶ گل

## رضا امانی
رضا امانی زاده ۱۷ آذر ۱۳۷۰ در ساری بازیکن فوتسال اهل ایران بود. وی که سابقه عضویت در تیم‌های شهروند ساری، کراپ الوند، گهر زمین سیرجان و فولاد زرند ایرانیان را در کارنامه داشت در ۲۰ اردیبهشت ۱۴۰۱ پس از ۵ ماه مبارزه با بیماری کرونا و کما در بیمارستان امام خمینی ساری درگذشت.
شماره ۱۵ تیم شهروندساری به احترام رضاامانی بایگانی شد.
این بازیکن ساروی دی ماه ۱۴۰۰ به بیماری کرونا مبتلا شد و سه شنبه ۲۰ اردیبهشت ۱۴۰۱ درگذشت.

## فصل به فصل
| فصل                        | نام تیم | رتبه                                                         | تورنمنت                     | توضیحات | توضیحات                                                                                            | بازی و امتیاز                                                       |
| -------------------------- | ------- | ------------------------------------------------------------ | --------------------------- | --- | -------------------------------------------------------------------------------------------------- | ------------------------------------------------------------------- |
|                            |         |                                                              |                             | | |                                                                     |
| ۲۰۰۲–۰۳                    | شهروند  | هشتم                                                         | لیگ برتر فوتسال مردان ایران | | |                                                                     |
| ۲۰۰۳–۰۴                    | راه     | هشتم                                                         | لیگ برتر فوتسال مردان ایران | | |                                                                     |
| ۲۰۰۴–۰۵                    | راه     | ششم                                                          | لیگ برتر فوتسال مردان ایران | | |                                                                     |
| ۲۰۰۵–۰۶                    | راه     | هشتم                                                         | لیگ برتر فوتسال مردان ایران | | |                                                                     |
| ۲۰۰۶–۰۷                    | ...     | ...                                                          | ...                         | ... | |                                                                     |
| ۲۰۰۷–۰۸                    | راه     | پنجم                                                         | لیگ برتر فوتسال مردان ایران | | |                                                                     |
| ۲۰۰۸–۰۹                    | راه     | نهم                                                          | لیگ برتر فوتسال مردان ایران | | |                                                                     |
| ۲۰۰۹–۱۰                    | راه     | نهم                                                          | لیگ برتر فوتسال مردان ایران | | |                                                                     |
| ۲۰۱۰–۱۱                    | راه     | سیزدهم/سقوط                                                  | لیگ برتر فوتسال مردان ایران | سقوط/اما با افزایش تعداد تیم‌ها، کمیته فوتسال تصمیم به ماندن در سوپرلیگ گرفت. | |                                                                     |
| ۲۰۱۱–۱۲                    | راه     | دهم                                                          | لیگ برتر فوتسال مردان ایران | | |                                                                     |
| ۲۰۱۲–۱۳                    | راه     | چهاردهم/سقوط                                                 | لیگ برتر فوتسال مردان ایران | سقوط/ با خرید امتیاز تیم زمزم اصفهان در لیگ برترفوتسال ماندنی شد. | |                                                                     |
| ۲۰۱۳–۱۴ (۱۳۹۳)             | راه     | یازدهم                                                       | لیگ برتر فوتسال مردان ایران | | |                                                                     |
| ۲۰۱۴–۱۵ (۱۳۹۴)             | شهروند  | دوازدهم                                                      | لیگ برتر فوتسال مردان ایران | | |                                                                     |
| ۲۰۱۵–۱۶ (۱۳۹۵)             | شهروند  | هفتم                                                         | لیگ برتر فوتسال مردان ایران | | |                                                                     |
| ۲۰۱۶–۱۷ (۱۳۹۶)             | شهروند  | نهم                                                          | لیگ برتر فوتسال مردان ایران | | |                                                                     |
| ۲۰۱۷–۱۸ (۱۳۹۷)             | شهروند  | هفتم                                                         | لیگ برتر فوتسال مردان ایران | | |                                                                     |
| ۲۰۱۸–۱۹ (۱۳۹۸–۱۳۹۹)        | شهروند  | چهارم                                                        | لیگ برتر فوتسال مردان ایران | شهروند از ۲۶ بازی با ۱۳ برد و ۶ مساوی و ۷ شکست ۸۷ گل زده و ۷۳ گل خورده با ۴۵ امتیاز، بعد از مس‌سونگون، گیتی‌پسند و فرش آرا در رده چهارم قرار گرفت و در دیدار پلی‌آف برای قهرمانی در سه بازی به مصاف ستارگان ورامین رفت و تن به شکست داد و از مرحله یک چهارم لیگ برتر کنار رفت. | |                                                                     |
| ۲۰۱۹-۲۰۲۰-۲۰۲۱ (۱۳۹۹–۱۴۰۰) | شهروند  | گروه الف:ششم / در بازی پلی اف پیروز و در لیگ برتر ماندگار شد | لیگ برتر فوتسال مردان ایران | در دو گروه ۷ تیمی برگزار شد و شهروند در گروه الف ششم شد و در گروه چهارتیمی پلی آف برای بقا بعد از اهورا بهبهان دوم شد و در لیگ برتر ماندگار شد. | به دلیل گسترش کووید۱۹ ویروس کرونا این تورنمنت بیش از دو سال به طول انجامید.                        |                                                                     |
| ۲۰۲۱–۲۲ (۱۴۰۰)             | شهروند  | چهاردهم/سقوط                                                 | لیگ برتر فوتسال مردان ایران | شهروند در رده چهاردهم ایستاد و بعد از بیست سال به لیگ دسته یک سقوط کرد. | | با ۲۶ بازی ۱۷ امتیاز                                                |
| ۲۰۲۲–۲۳ (۱۴۰۱–۰۲)          | شهروند  | گروه الف: هشتم/سقوط                                          | لیگ یک فوتسال مردان ایران   | شهروند در رده هشتم لیگ یک از بین ۹ تیم قرار گرفت و به لیگ دسته دوم سقوط کرد | - با انصراف چند تیم از حضور در لیگ یک، شهروند جانشین اون تیم شد و برای فصل آینده به لیگ یک بازگشت. | با ۱۶ بازی ۱۷ امتیاز و تفاضل گل منفی۶                               |
| ۲۰۲۳–۲۴ (۱۴۰۲–۰۳)          | شهروند  | گروه الف: پنجم                                               | لیگ یک فوتسال مردان ایران   | شهروند در رتبه پنجم قرار گرفت و در لیگ یک ماندنی شد | | با ۴ برد و ۴ مساوی و ۴ باخت با ۳۵ گل زده و ۳۲ گل خورده با ۱۶ امتیاز |
| ۱۴۰۳–۰۴                    | شهروند  |                                                              | لیگ یک فوتسال مردان ایران   | شهروند در رتبه سوم گروه خود قرار گرفت و از صعود به مرحله دوم بازماند | | با ۶ برد و ۲ مساوی و ۴ باخت ۴۱ گل زده و ۳۳ گل خورده و با ۲۰ امتیاز  |

## افتخارات
- قهرمانی سوپرلیگ فوتسال استان مازندران سال ۱۳۷۷
- قهرمانی جام حذفی فوتسال استان مازندران سال ۱۳۷۹
- پرطرفدارترین تیم لیگ برتر فوتسال ایران سال ۱۳۹۸ در نظرسنجی (برنامه تلویزیونی) ۲۰۲۰

### تیم امید
- قهرمانی لیگ برتر امیدهای فوتسال کشور سال ۹۹–۱۳۹۸

### فردی
- محمود لطفی: آقای گلی در لیگ برتر فوتسال ایران ۰۴–۲۰۰۳ به همراه شهروندساری با ۳۶ گل
- مرتضی عظیمایی: آقای گلی در لیگ برتر فوتسال ایران ۰۹–۲۰۰۸ به همراه راه ساری با ۳۲ گل
- مرتضی عظیمایی: دومین گلزن لیگ برتر فوتسال ایران فصل ۱۰–۲۰۰۹ با ۳۱ گل به همراه راه ساری
- محمدرضا کرد: بهترین بازیکن جوان لیگ برتر فوتسال ایران فصل ۱۴–۲۰۱۳ به همراه راه ساری[۶]
- محمد طاهری: مرد جوانمرد (اخلاق) لیگ برتر فوتسال ایران فصل ۱۷–۲۰۱۶ به همراه شهروندساری
- ابوالفضل افضلی: آقای گلی در لیگ یک فوتسال ایران سال ۰۳–۱۴۰۲ به همراه شهروندساری با ۲۱ گل
- آرش قاسم‌زاده: زیباترین گل سال ۱۴۰۲ فوتسال ایران در لیگ یک فوتسال ایران به همراه شهروندساری